# ریان آیدل
ریان آیدل (انگلیسی: Ryan Idol؛ زاده ۱۰ اوت ۱۹۶۴) بازیگر پورنوگرافی گی اهل ایالات متحده آمریکا است.